# Patrick Billingsley

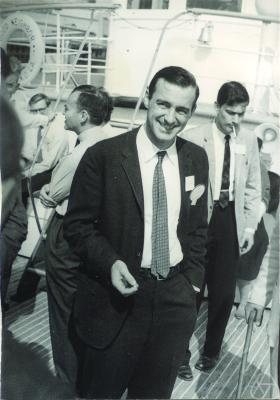
Patrick Billingsley in New Orleans (1961)

Patrick Paul „Pat“ Billingsley (* 3. Mai 1925 in Sioux Falls, South Dakota; † 22. April 2011 in Chicago, Illinois) war ein US-amerikanischer Schauspieler und Mathematiker, der sich mit Wahrscheinlichkeitstheorie beschäftigte.

## Leben
Billingsley wuchs in Sioux Falls auf dem Land als Sohn eines Arztes auf. Er studierte an der United States Naval Academy als Ingenieur (Bachelor 1948) und war bis 1957 Offizier in der United States Navy. Dabei war er unter anderem in Japan stationiert, wo er einen schwarzen Gürtel im Judo erwarb. Daneben studierte Billingsley Mathematik an der Princeton University, wo er 1952 seinen Masterabschluss machte und 1955 bei William Feller promoviert wurde (The invariance principle for dependent random variables, Transactions American Mathematical Society, Bd. 83, 1956, S. 250). 1957/58 war er als Fellow der National Science Foundation in Princeton. 1958 wurde er Assistant Professor für Statistik an der University of Chicago, wo er den Rest seiner Karriere als Mathematiker blieb, ab 1963 mit einer vollen Professur für Mathematik und Statistik. 1980 bis 1983 war er Leiter der Fakultät für Statistik und 1994 wurde er emeritiert. Er war unter anderem Gastprofessor in Großbritannien, Indien, Schweden und Italien.
Billingsley war 1976 bis 1979 Herausgeber der Annals of Probability. Er war Fulbright Lecturer in Kopenhagen (1964/65) und als Guggenheim Fellow 1972/72 Gastprofessor an der University of Cambridge.
Billingsley beschäftigte sich schon um 1960 mit der Hausdorff-Dimension in der Wahrscheinlichkeitstheorie, aber auch der Anwendung von Grenzwertsätzen der Wahrscheinlichkeitstheorie in der Zahlentheorie. 1974 erhielt er den Lester Randolph Ford Award für seinen Aufsatz Prime numbers and Brownian motion. Billingsley war Fellow des Institute of Mathematical Statistics, dessen Präsident er 1983 war, und seit 1986 der American Academy of Arts and Sciences. Zeitweise arbeitete er auch als Kryptanalytiker für die National Security Agency.
Neben seiner Karriere als Mathematiker war er auch Schauspieler. Er spielte zunächst ab 1966 am Court Theatre der Universität Chicago und am Body Politic Theatre, wo er in den 1970er und 1980er Jahren auch häufig in Hauptrollen zu sehen war. Das führte auch zu Nebenrollen in Hollywood-Produktionen, darunter in den von Brian De Palma inszenierten Filmen Teufelskreis Alpha (1977) und Die Unbestechlichen (1987). Er spielte auch Lehrer (in Die Schulfhofratten von Chicago von Tony Bill, 1980) und Professoren (in Ein tödlicher Traum von Jeannot Szwarc, 1980) und sah in einem Interview 1978 einen unmittelbaren Bezug von seiner Lehrtätigkeit zur Schauspielerei: sowohl beim Lehren als auch beim Schauspielen trete man vor ein Publikum.
Er war bis zu ihrem Tod 2000 mit der Sozialaktivistin Ruth Billingsley verheiratet und hatte vier Töchter und einen Sohn. Billingsley starb am 22. April 2011 nach kurzer schwerer Krankheit in seiner Wohnung im Chicagoer Stadtteil Hyde Park.

## Schriften (Auswahl)
- Ergodic theory and information, Wiley 1965, Krieger 1978
- Probability and Measure. 3. Auflage. Wiley, New York 1979, ISBN 0-471-00710-2 (auch ins Polnische übersetzt).
- Convergence of probability measures, Wiley 1968, 1999
- mit Collin J. Watson u. a.: Statistics for Management and Economics, Boston, Allyn and Bacon 1990
- mit David L. Huntsberger: Elements of Statistical Inference, Boston, Allyn and Bacon, 1973, 1981, 1987
- Statistical inference for Markov Processes, University of Chicago Press 1961
- Weak convergence of measures – applications in probability, 1971, SIAM
- Billingsley „Prime Numbers and Brownian Motion“, American Mathematical Monthly 1973

## Filmografie (Auswahl)
- 1978: Teufelskreis Alpha (The Fury)
- 1979: Mauern des Schweigens (Dummy, Fernsehfilm)
- 1980: Die Schulhofratten von Chicago (My Bodyguard)
- 1980: Ein tödlicher Traum (Somewhere in Time)
- 1984: Dollmaker – Ein Traum wird wahr (The Dollmaker, Fernsehfilm)
- 1986: One More Saturday Night
- 1987: Blutige Hände (Murder Ordained, Fernsehfilm)
- 1987: The Untouchables – Die Unbestechlichen (The Untouchables)
- 1987: Ein Zuhause für Joey (The Father Clements Story, Fernsehfilm)